# Università tecnica di Tallinn
L'Università tecnica di Tallinn anche nota come TalTech (in estone Tallinna Tehnikaülikool, in inglese Tallinn University of Technology) è l'unica università tecnica in Estonia e la maggior istituzione accademica in ambito ingegneristico e in quello del business e amministrazione pubblica. La sede è a Tallinn ma ha strutture anche a Tartu, Kuressaare e Kohtla-Järve.
È membro dell'Istituto europeo per le norme di telecomunicazione (ETSI).

## Storia
L'Università tecnica di Tallinn fu creata il 17 settembre 1918, quando la Società estone di Ingegneria, iniziò a offrire speciali corsi di ingegneria in un'Estonia, allora occupata dalla Germania. Quando la nazione raggiunse l'indipendenza, il bisogno di ingegneri, architetti e tecnici crebbe. Nel 1919 le attività continuarono come Collegio di ingegneria di Tallinn. La scuola venne nazionalizzata nel 1920 e fino al 1931 operò in via Pikk, dopodiché si trasferì nell'edificio dell'ex cantiere navale russo-baltico a Kopli. Alla fine degli anni venti lo sviluppo del Collegio rallentò per un piano di unione all'Università di Tallinn e la scuola venne rinominata Istituto tecnico di Tallinn. Dopo la seconda guerra mondiale in era sovietica, l'Istituto politecnico di Tallinn divenne un'importante università tecnica.
All'inizio degli anni Sessanta fu costruito il campus a Mustamäe. Nell'epoca della Rivoluzione cantata l'università partecipò ai processi sociali che accompagnarono l'indipendenza dall'Unione Sovietica. Nel 1989, l'università recuperò il nome Università tecnica di Tallinn. Nel ventennio successivo i programmi di studio e il numero di studenti e insegnanti crebbero così come venne attuato un processo di internazionalizzazione.

## Struttura
- Scuola di Information Technologies
  - Dipartimento di Scienze informatiche
  - Dipartimento di Scienze del software
  - Dipartimento di Tecnologie per la salute
  - Dipartimento di Elettronica
  - IT College
- Scuola di Ingegneria
  - Dipartimento di Ingegneria civile e Architettura
  - Dipartimento di Ingegneria elettrotecnica e Meccatronica
  - Dipartimento di Tecnologie per l'energia
  - Dipartimento di Materiali e Ingegneria ambientale
  - Dipartimento di Ingegneria meccanica e industriale
  - Tartu College
  - Virumaa College
- Scuola di Scienza
  - Dipart. di Geologia
  - Dipart. di Chimica e Biotecnologia
  - Dipart. di Cibernetica
  - Dipart. di Sistemi marini
- Scuola di Business e Governance
  - Dipartimento di Economia e finanza
  - Dipartimento di Innovazione e Governance
  - Dipartimento di Giurisprudenza
  - Dipartimento di Business Administration
- Accademia marittima estone